# Marion Donovan
Marion Donovan de fadrina Marion O'Brien (Fort Wayne, Indiana, 15 d'octubre de 1917 – Nova York, 4 de novembre de 1998) va ser una inventora i empresària nord-americana. És coneguda per la invenció del bolquer a prova d'aigua i gràcies a aquesta invenció va ser elegida per formar part del Saló Nacional de la Fama d'Inventors en 2015.

## Biografia
Marion O'Brien va néixer en una família d'inventors, que tenia una fàbrica on les màquines i els nous invents eren el més quotidià. Créixer en un ambient tan creatiu va ajudar-la en els seus inicis.
Entre els invents de la seva família hi ha el torn South Bend utilitzat per maquinar engranatges d'automòbil, invenció del seu pare i el seu oncle. Als set anys, va quedar òrfena de mare, per la qual cosa va passar moltes hores a la fàbrica de la seva família.
Marion O'Brien va estudiar literatura anglesa a la universitat de Rosemont, als afores de Philadelphia, on es va graduar el 1939, i després va treballar durant un breu temps com a redactora de les revistes Vogue i Harper's Bazar.
El 1942 es va casar amb James Donovan, importador de cuir, i la parella va marxar a viure a Westport (Connecticut). El 1946 va néixer la seva primera filla i amb ella Marion Donovan es va haver d'enfrontar als bolquers rentables i les seves incomoditats. Això va ser l'inici de la seva carrera com a inventora. Anys més tard va cursar de nou estudis universitaris i als quaranta-un any va obtenir un màster en arquitectura a la Universitat Yale.

## Els seus invents
El 1946 es va plantejar resoldre el problema que tenien les dones de rentar i escaldar els bolquers dels seus fills. En aquesta primera fase del seu invent va fabricar una coberta impermeable del bolquer, utilitzant la tela d'un paracaigudes; era un bolquer de tela de niló que no deixava passar l'orina a la roba, de manera que la criatura no mullava la seva roba ni la del bressol.
Aquest invent el va estar utilitzant amb la seva pròpia filla fins que el 1949 va aconseguir presentar la sol·licitud per obtenir-ne la patent i començar a comercialitzar-los. Inicialment es venien en la tenda Saks de la Cinquena Avinguda. Aquests bolquers es deien «Boaters», i en va aconseguir la patent el 12 de juny de 1951. La memòria de la patent començava així: «Aquest invent està relacionat amb unes millores noves i útils en embolcalls o fundes de bolquers. Abans, els bolquers i les seves fundes no eren a prova de fuites i, per tant, es necessitaven accessoris com ara fundes de matalàs, llençols i calcetes de goma, i altres articles semblants […] Un objectiu d'aquesta invenció és superar aquests inconvenients mitjançant la funda o embolcall per a bolquers que es descriu més avall». Van ser un èxit rotund i al cap de dos anys ja tenia ofertes que s'elevaven als dos milions de dòlars.
Aquest èxit va fer que Marion Donovan decidís millorar el seu producte i va seguir investigant i innovant-hi, i tractant de trobar millors materials, que aïllessin més (per evitar que s'escapés l'orina) i al mateix temps més protectors de la pell dels bebès. Un dels principals inconvenients per introduir aquestes millores era que, per fer-les, calia que el bolquer tingués diverses capes de cel·lulosa. Per aconseguir-ho, va demanar ajuda a les fàbriques papereres de l'època, però no va aconseguir que li fessin gaire cas, per la qual cosa van passar uns deu anys fins que una empresa, Procter & Gamble, es va interessar per l'invent. És així com Marion Donovan va contactar amb Víctor Mills, enginyer químic d'aquesta empresa, a qui va vendre la seva idea, i és així com desenvoluparia i comercialitzaria els bolquers d'un sol ús, els Pampers, tal com es coneixen avui dia.
Els bolquers no van ser l'únic invent de Marion Donovan, sinó que en va fer bastants més, dels quals vint els va dur a terme entre 1949 i 1996 i són coneguts, com el fil dental, la goma elàstica que ajuda a tancar el vestit o la sabonera que escorre el sabó, tots ells destinats a fer més còmoda i fàcil la vida de les dones i en concret la de les mestresses de casa.
Va morir a Nova York, el 4 de novembre de 1998, a l'edat de 81 anys.